# استیه‌پان دوریچ
استیه‌پان دوریچ (کرواتی: Stjepan Deverić؛ زادهٔ ۲۰ اوت ۱۹۶۱) یک بازیکن فوتبال اهل کرواسی است.
از باشگاه‌هایی که در آن بازی کرده‌است می‌توان به دینامو زاگرب، باشگاه فوتبال اشتورم گراتس، و هایدوک اسپلیت اشاره کرد.
وی همچنین در تیم ملی فوتبال یوگسلاوی بازی کرده‌است.